# Finding Alice
Finding Alice è una commedia drammatica serie televisiva britannica prodotta da Red Production Company in associazione con Bright Pictures TV, Buddy Club Productions e Genial Productions.
È stato presentato in anteprima su ITV nel Regno Unito il 17 gennaio 2021.

## Trama
Il marito di Alice da vent'anni, Harry, cade dalle scale e muore subito dopo che la coppia si era trasferita nella casa dei sogni da lui progettata.
Alice scopre che alcuni uomini, incluso il suo defunto marito, nascondono cose di cui non vogliono occuparsi.

## Episodi
| Stagione       | Episodi | Prima TV originale | Prima TV italiana |
| -------------- | ------- | ------------------ | ----------------- |
| Prima stagione | 6       | 2021               |                   |